# Pampa del Indio
Pampa del Indio är en ort i Argentina.   Den ligger i provinsen Chaco, i den norra delen av landet, 1 000 km norr om huvudstaden Buenos Aires. Pampa del Indio ligger 96 meter över havet och antalet invånare är 11 588.
Terrängen runt Pampa del Indio är mycket platt. Runt Pampa del Indio är det glesbefolkat, med 8 invånare per kvadratkilometer..
I omgivningarna runt Pampa del Indio växer huvudsakligen savannskog.